# Hemistoma whiteleggei
Hemistoma whiteleggei é uma espécie de gastrópode  da família Hydrobiidae.
É endémica da Austrália.